# Dendrobium falcatum
Dendrobium falcatum är en orkidéart som beskrevs av Johannes Jacobus Smith. Dendrobium falcatum ingår i släktet Dendrobium, och familjen orkidéer. Inga underarter finns listade i Catalogue of Life.